# Kardomia prominens
Kardomia prominens är en myrtenväxtart som först beskrevs av Anthony R. Bean, och fick sitt nu gällande namn av Peter G.Wilson. Kardomia prominens ingår i släktet Kardomia och familjen myrtenväxter. Inga underarter finns listade i Catalogue of Life.